# Гелен (Німеччина)
Гелен (нім. Hehlen) — громада в Німеччині, розташована в землі Нижня Саксонія. Входить до складу району Гольцмінден. Складова частина об'єднання громад Боденвердер-Полле.
Площа — 21,59 км2. Населення становить 1832 ос. (станом на 31 грудня 2021).

## Галерея

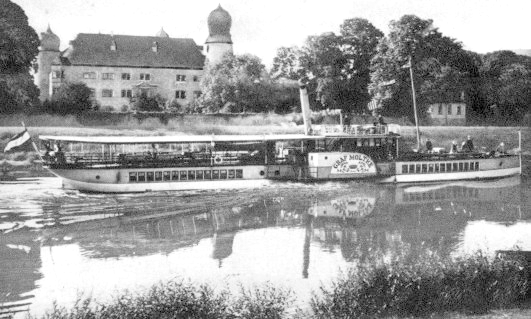
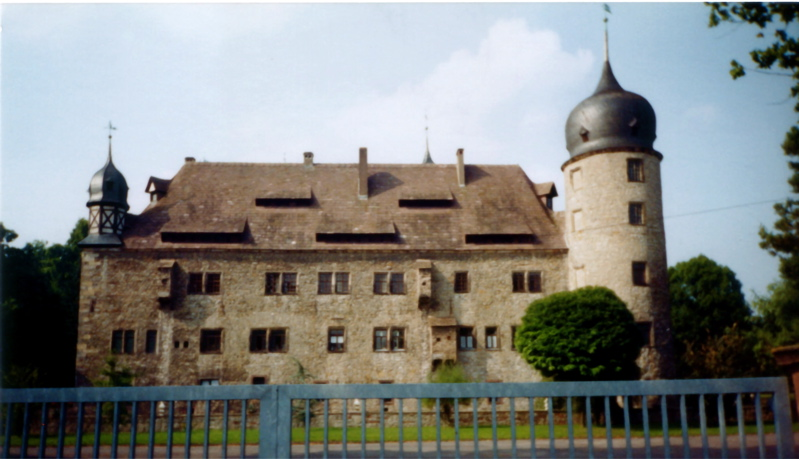